# Sarah Walker (ciclista de BMX)
Sarah Louise Walker (nascida em 10 de julho de 1988) é uma ciclista de BMX neozelandesa de descendência Maori. Conquistou nove medalhas de ouro no Campeonato Mundial de BMX entre os anos de 2007 e 2015. É medalhista de prata olímpica na prova BMX feminino nos Jogos Olímpicos de Verão de 2012 em Londres.